# Olivera Nakovska-Bikova
Olivera Nakovska-Bikova –en macedonio, Оливера Наковска-Бикова– (22 de noviembre de 1974) es una deportista macedonia que compitió en tiro adaptado. Ganó una medalla de oro en los Juegos Paralímpicos de Londres 2012 en la prueba de pistola de aire 10 m (clase SH1).

## Palmarés internacional
| Juegos Paralímpicos | Juegos Paralímpicos   | Juegos Paralímpicos | Juegos Paralímpicos      |
| Año                 | Lugar                 | Medalla             | Prueba                   |
| ------------------- | --------------------- | ------------------- | ------------------------ |
| 2012                | Londres (Reino Unido) | Medalla de oro      | Pistola de aire 10 m SH1 |